# Holothele recta
Holothele recta är en spindelart som beskrevs av Karsch 1879. Holothele recta ingår i släktet Holothele och familjen fågelspindlar.
Artens utbredningsområde är Venezuela. Inga underarter finns listade i Catalogue of Life.